# 識別
| ウィキペディアには「識別」という見出しの百科事典記事はありません（タイトルに「識別」を含むページの一覧/「識別」で始まるページの一覧）。 代わりにウィクショナリーのページ「識別」が役に立つかもしれません。 |